# Hermann Raster
Hermann Raster (Zerbst, 6 maggio 1827 – Bad Kudowa, 24 luglio 1891), fu membro del Partito Repubblicano degli Stati Uniti ed è noto soprattutto per la sua carriera come editore e co-proprietario dell'Illinois Staats-Zeitung tra il 1867 ed il 1891 ed il suo incarico come Collector of Internal Revenue per il 1º distretto dell'Illinois. Tornò in Europa nel 1890 quando la sua salute iniziò ad entrare in declino e morì nel Vecchio Continente..

## Biografia

### I primi anni e la rivoluzione tedesca del 1848
Raster nacque a Zerbst, nell'allora ducato di Anhalt-Dessau, il 6 maggio 1827, in seno ad una famiglia della piccola aristocrazia locale. Era figlio dello statista Wilhelm Christian Raster, amico personale del duca Leopoldo IV di Anhalt, suo funzionario amministrativo e noto traduttore di opere letterarie dall'inglese al tedesco. Fu suo padre ad insistere affinché Hermann apprendesse la lingua inglese sin dalla giovane età e per questo chiamò appositamente per lui un tutore inglese. Naturalmente portato ad ogni modo per le lingue, Raster arrivò a parlare fluentemente sette lingue e nel 1846 si laureò dapprima all'Università di Lipsia e poi all'Università di Berlino nel 1848, studiando filologia, linguistica e storia. Suo padre l'avrebbe voluto proprio filologo, ma il giovane Raster si dimostrò invece più interessato al giornalismo ed alla politica. Nel 1849 ottenne una posizione come stenografo presso il tribunale di Anhalt e successivamente venne nominato Segretario di Stato dell'Assemblea di Dessau. Spronato dal suo incontro con la scrittrice Bettina von Arnim, rimase coinvolto nelle rivoluzioni del 1848-49 e scrisse una serie di pamphlets appassionati criticando la chiesa e lo stato. Nel 1851, dopo il fallimento della rivoluzione, data l'amicizia del duca con suo padre, gli venne offerta la possibilità dell'esilio o del processo per sovversione.

### A New York

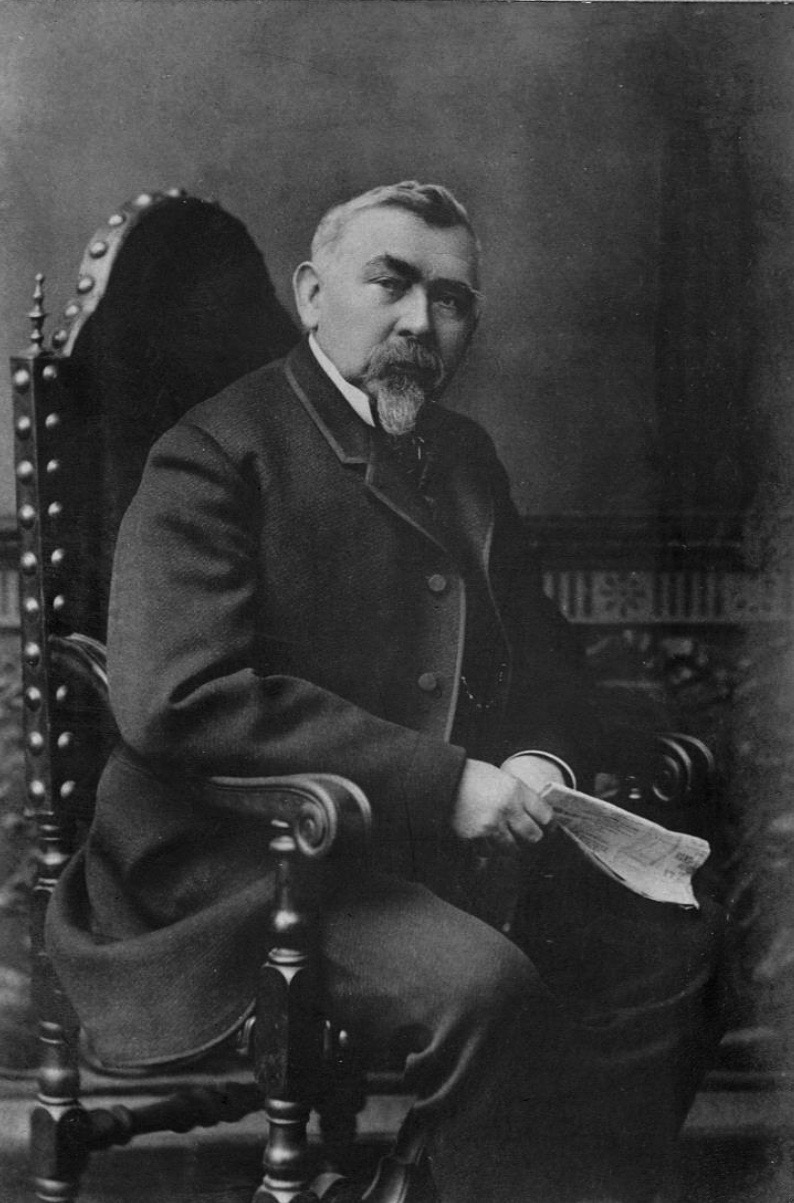
Raster nel 1882

Hermann scelse la via dell'esilio e giunse a New York nel luglio del 1851, trovando impiego dapprima come taglialegna presso una fattoria nei pressi di Tioga, in Pennsylvania. Si portò successivamente a Buffalo nella primavera del 1852, accettando la posizione di editore per il giornale Buffalo Demokrat. La sua reputazione come giornalista crebbe nel giro di poco tempo e già nel febbraio del 1853, gli venne proposto un posto come editore nel New York Abendzeitung, il più influente tra i giornali di lingua inglese in America a quel tempo. Si sposò nel frattempo con Emilia Berta Hahn, dalla quale ebbe nel 1855 una figlia di nome Mathilde. Vivendo a New York, divenne membro attivo del Partito Repubblicano e si spese largamente per questa compagine presso gli alemanno-statunitensi come lui per le elezioni del 1856, scrivendo articoli abolizionisti e promotori della causa della libertà personale. Fu uno strenuo sostenitore dell'operato di Abraham Lincoln e lo aiutò a convincere le comunità europee presenti negli Stati Uniti a votare i Repubblicani. Sua moglie, Emilia, morì il 14 ottobre 1861, all'età di soli 25 anni per una causa sconosciuta. Nel corso della guerra civile americana, fu il principale corrispondente dal fronte per i giornali di Berlino, Brema, Vienna e altre importanti città dell'Europa centrale. Tornò in Germania per un breve periodo per diffondere il sostegno agli Unionisti e raccogliere fondi a sostegno della causa dei nordisti. Sino al 1867 fu inoltre Wagonmaster della United States Custom House di New York City.

### Chicago e gli ultimi anni
Nel 1867, Raster accettò l'offerta di Anton C. Hesing di una posizioen come editore per l'Illinois Staats-Zeitung a Chicago, incarico che mantenne sino alla sua morte. Raster fu delegato alla Convenzione Nazionale Repubblicana del 1868. Nel 1869, venne nominato Collector of Internal Revenue per il distretto di Chicago. Nel corso del grande incendio di Chicago del 1871, Raster perse la propria casa, come pure andò distrutta la sede del giornale e tutti i suoi archivi. Malgrado le notevoli perdite, lo Staats-Zeitung (sotto l'amministrazione di Raster) fu il primo giornale di Chicago a pubblicare la notizia dell'incendio, avendo racimolato sufficienti risorse per poter stampare meno di 48 ore dopo la catastrofe. Sul finire di quello stesso anno, venne rinominato alla posizione di Collector of Internal Revenue dal presidente Ulysses S. Grant. In 1872, Raster si dimise da Collector of Internal Revenue per dedicare maggior tempo alla campagna politica di Grant nelle elezioni ormai imminenti. In quello stesso anno, la Convenzione Nazionale Repubblicana siglata a Filadelfia approvò la "Raster Resolution" che si opponeva al movimento per la temperanza. Raster continuò a mantenere una certa influenza sulle comunità germanofone degli Stati Uniti. Durante l'affare Haymarket, Raster cercò di intervenire, ma quando vide che la situazione era ormai senza speranza abbandonò la lotta politica. Scrisse però una lettera al governatore John Peter Altgeld nella quale chiese che i prigionieri fossero messi a morte.

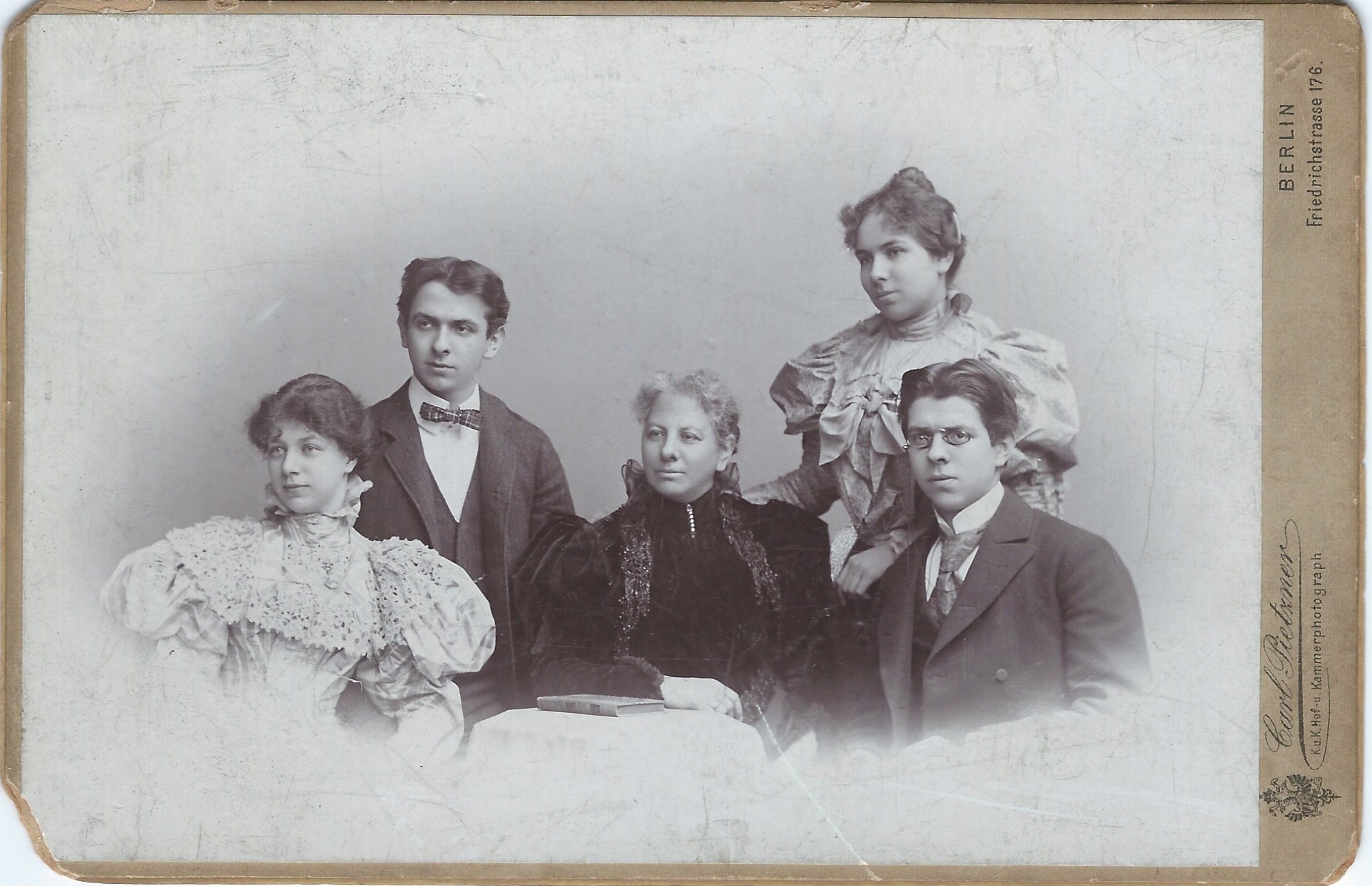
La moglie di Raster e i suoi tre figli nel 1896

 Incolpò delle problematiche statunitensi anche diversi "immigrati radicali" provenienti dalla Germania dicendo: "Sfortunatamente è proprio dall'impero tedesco che vengono queste canaglie sanguinarie, questi socialisti, comunisti e anarchici."
Raster fu un membro attivo dell'intelligentsia di Chicago sul finire del XIX secolo, e fu uno dei primi nove membri del consiglio di amministrazione della Biblioteca di Chicago. Fu inoltre membro del Chicago Board of Education per molti anni e membro del consiglio del Field Museum of Natural History.

### Morte ed eredità
Hermann Raster morì il 24 luglio 1891 a Kudowa-Zdrój, in Silesia (Germania) dove si era portato nel giugno del 1890 per il declinare della sua salute. Il suo corpo venne riportato negli Stati Uniti a bordo della nave SS Eider della Norddeutscher Lloyd. Il 12 agosto avvennero i suoi funerali, celebrati presso il German Press Club di Chicago. Tra i portabara al suo funerali spiccava il sindaco Hempstead Washburne ed il senatore Charles B. Farwell. Alla sua morte, il Chicago Tribune gli dedicò un articolo: "I suoi articoli durante e dopo la guerra civile contribuirono a creare apprezzamento verso la situazione americana in Germania ed in Europa più dell'operato di ambasciatori e consoli."
Sua figlia Mathilde e la sua terza moglie Margarethe (1848-1908) ed i loro tre figli, Anna-Sophie (1874-1936, sposata con l'architetto Arthur Hercz), Edwin Raster (1871-1926) e Walther Raster (1875-1944) gli sopravvissero; i due figli maschi si impegnarono nel mondo dell'industria americana. La nipote di Raster, Corinne, sposò l'industriale orticolo Bruce Krasberg.
Nel 1891, la famiglia Raster con gli amici di Hermann pubblicarono un volume con i suoi appunti di viaggio e una sua biografia dal titolo "Reisebriefe von Hermann Raster".
Nel 1893, più di 3900 suoi articoli, note e corrispondenze vennero donati alla Newberry Library. In quello stesso anno venne inaugurata la Hermann Raster School al n. 6937 di Wood St a Chicago con 200 studenti. Nel 1910, venne costruita la Hermann Raster Elementary School al n. 6936 di Hermitage Ave,, noto istituto montessoriano tra i primi in città.